# Cuiba
Cuiba o també Cuiba-Wámonae, Kuiva, Chiricoa, Hiwi, i Maiben, és una llengua guahibana que parlen aproximadament 2.300 persones a Colòmbia i 650 més a Veneçuela. Més de la meitat dels parlants de cuiba són monolingües i a Colòmbia hi ha un percentatge d'alfabetització del 45%. A Colòmbia es parla entre els que viuen i al voltant dels rius colombians, Meta Casanare i Capanaparo. Els cuibes es troba sovint al departament de Casanare. A Veneçuela, la llengua es parla a l'estat d'Apure, una de les fronteres estatals amb Colòmbia, que es troba al costat del riu Capanaparo.

## Història dels cuiba
El terme cuiba s'utilitza generalment per descriure el grup ètnic en si, tot i que no es refereixen a si mateixos com a cuiba. La majoria dels que parlen la llengua cuiba són monolingües, motiu pel qual la llengua està veient que la pròpia població ètnica és aproximadament de 2.950 i continua disminuint. L'etnia cuiba es caracteritza per ser caçadors-recol·lectors, que viuen un estil de vida nòmada en petites bandes al llarg de la frontera entre Veneçuela i Colòmbia. Abans de 1967, els cuiba estaven distribuïts pels afluents del riu Meta: Casanare, Ariporo, Unchadia, Arauca i Capanaparo.
Les ribes del Casanare, Agua Clara, Ariporo, Unchadia, Arauca i Capanaparo es coneixen en la seva major part com a territori cuiba i no hi ha cap evidència que indiqui que els cuiba hagin ocupat un altre territori que el seu propi. Tot i que els europeus se n'han anat, hi han sobreviscut algunes paraules del castellà. Hi ha hagut molts intents d'invasió del seu territori des del 1533, però encara que els cuiba tenen una població petita la cultura s'ha mantingut en gran part inalterada.

## Dialectes
Hi ha vuit dialectes a Colòmbia i Veneçuela:
- Chiricoa
- Masiware (Masiguare)
- Chiripo (Siripu, Wapiwi)
- Yara huuraxi-Capanapara
- Mayayero
- Monchuelo-Casanare-Cuiba
- Tampiwi (Mariposas)
- Amarawa (Amorua)

## Fonologia

### Vocals
|         | Anterior | Central | Posterior |
| ------- | -------- | ------- | --------- |
| Tancada | i i      | ü / ʉ ɨ | u u       |
| Mitjana | e e      |         | o o       |
| Oberta  |          | a a     |           |

## Consonants
|            |            | Bilabial | Dental | Palatal | Velar | Glotal |
| ---------- | ---------- | -------- | ------ | ------- | ----- | ------ |
| Oclusives  | Sordes     | p p      | t t    |         | k k   |        |
| Oclusives  | Aspirada   | ph pʰ    | th tʰ  |         | kh kʰ |        |
| Oclusives  | Sonores    | b b      | d d    |         |       |        |
| Fricatives | Fricatives |          | s s    |         |       | h h    |
| Africades  | Africades  |          | ts t͡s  | ch t͡ʃ   |       |        |
| Semivocals | Semivocals | w w      |        | y j     |       |        |